# Лукаш, Иван Созонтович
Ива́н Созо́нтович Лука́ш (30 марта [11 апреля] 1892, Санкт-Петербург, Санкт-Петербургская губерния, Российская империя — 15 мая 1940, Мёдон, О-де-Сен, Франция) — писатель, прозаик и исторический романист, журналист русской эмиграции. Псевдоним — Иван Оредеж.

## Биография
Иван Созонтович Лукаш родился 30 марта (11 апреля) 1892 года в Санкт-Петербурге, Российская империя. Отец Ивана Лукаша, отставной ефрейтор лейб-гвардии Финляндского полка, ветеран Русско-турецкой войны (1877—1878), был швейцаром и натурщиком в Санкт-Петербургской Академии художеств. Созонт Никонович Лукаш (1840—1903) действительно был потомком днепровских казаков. Мать Ивана — из крестьянской семьи, заведовала столовой Академии.
Иван Лукаш окончил юридический факультет Санкт-Петербургского университета. Первая публикация — сборник стихов «Цветы ядовитые» (1910) под псевдонимом И. Оредеж, вышедший при поддержке И. Северянина. Был близок эгофутуризму.
Во время Гражданской войны Лукаш воевал в Добровольческой армии генерала А. И. Деникина. Участник Крымской эвакуации. В 1920 году эмигрировал через Галлиполи и Стамбул в Софию. В Галлиполи Лукаш взял интервью у командира Дроздовской дивизии А. В. Туркула и Владимира Манштейна (известного как «однорукий чёрт Манштейн»). Интервью вошло в книгу Лукаша «Голое поле» (София, 1922 год). Впоследствии Иван Лукаш литературно обработал книгу генерала А. В. Туркула «Дроздовцы в огне» (1937).
С начала 1920-х годов Лукаш жил в Берлине, где начал писать исторические романы. Осенью 1922 года вошёл в содружество писателей и художников «Веретено». Вышел из него вместе с Владимиром Сириным и другими после того, как стали известны пробольшевистские симпатии основателя «Веретена» Александра Дроздова. В ноябре 1922 года вошёл во вновь организованный кружок «Братство Круглого Стола», объединивший ушедших из «Веретена» авторов. Лукаш был самым близким другом Владимира Набокова-Сирина в 1920-е годы. Как пишет биограф Набокова: «Никогда больше и ни с одним писателем у Набокова не будет такого тесного контакта в работе, как с задиристым Лукашем». С конца сентября по ноябрь 1923 года Лукаш и Сирин (Набоков) совместно работали над сценарием пантомимы «Агасфер» на симфоническую музыку композитора В. Ф. Якобсона. В конце 1923 года они вместе написали сценарий пантомимы «Вода живая» для Берлинского кабаре «Синяя птица». В феврале 1924 года по заказу композитора Александра Илюхина они написали сценарий балета-пантомимы «Кавалеры лунного света». Весной 1924 года они вместе пишут киносценарий, тогда же — циклы скетчей. Один из них назывался «Locomotion». Всего было написано не менее пяти программ. Это было единственное долговременное сотрудничество Набокова в соавторстве. В середине февраля 1925 года Айхенвальд, Лукаш и Сирин вошли в литературно-издательское объединение «Арзамас».
В 1927—1928 годах жил в Риге, руководил литературным отделом газеты «Слово». Затем переселился в Париж, где стал сотрудником редакции журнала «Возрождение». Написал более десяти исторических романов и повестей, из которых особое признание завоевала «Бедная любовь Мусоргского» (1940).
По сценарию Лукаша режиссёр Стрижевский снял фильм «Сержант Икс» (1932).
Иван Созонтович Лукаш умер в 1940 году в туберкулёзном санатории Блиньи во Франции.

## Семья
С 1917 года был женат на Елене Ивановне Кочетовой (1890—?), с 1926 года вторым браком на Тамаре Львовне Унановой (1900—29.01.1974, Каракас).
Брат Пётр Созонтович Лукаш скончался 7 апреля 1919 года в Петрограде от общего милиарного туберкулёза, похоронен на Смоленском православном кладбище.

## Сочинения
- Голое поле, София, 1922 год (очерки из жизни эвакуированных врангелевцев).
- Черт на гауптвахте, Berlin, 1922 год (сборник рассказов)
- Бел-свет, Berlin, 1923 год.
- Дом усопших. Поэма. Берлин, 1923 год.
- Граф Калиостро. Повесть о философском камне, госпоже из дорожного сундука, великих розенкрейцерах, волшебном золоте, московском бакалавре и о прочих чудесных и славных приключениях, бывших в Санкт-Петербурге в 1782 году, Berlin, 1925 год.
- Дворцовые гренадеры, Paris, 1928 год (сборник рассказов).
- Пожар Москвы, Paris, 1930 год (обширное исторические полотно, описывающее начало XIX века).
- Сны Петра, Beograd, 1931 год (сборник рассказов).
- Вьюга, Paris, 1936 год.
- Московия — страна отцов, Paris, 1936-37 годы.
- Ветер Карпат, Paris, 1938 год.
- Бедная любовь Мусоргского, Paris, 1940 год.